# Naomi Kawase

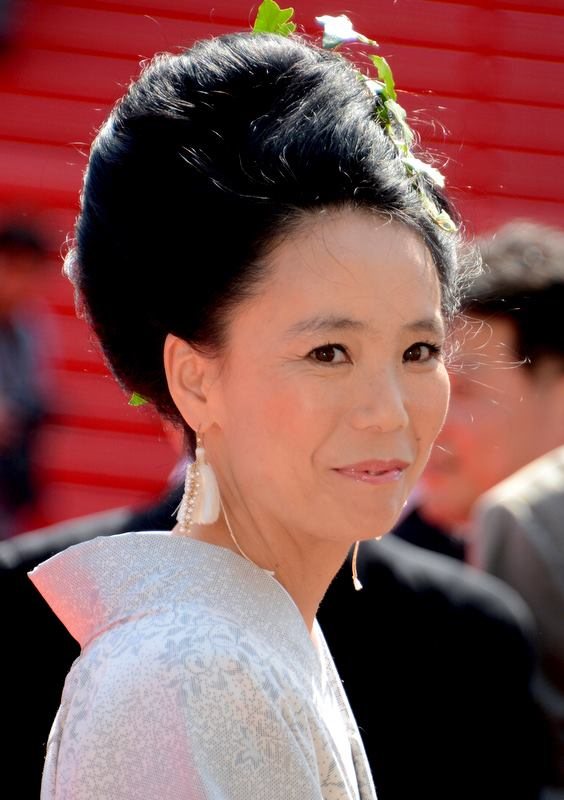
Naomi Kawase, 2014

Naomi Kawase (anhörenⓘ jap. 河瀬 直美, Kawase Naomi; * 30. Mai 1969 in Nara, Präfektur Nara) ist eine japanische Filmregisseurin.

## Leben
Kawase studierte Film an der Universität für visuelle Künste in Osaka. Während des Studiums und auch nachdem sie es 1989 beendet hatte, realisierte sie einige experimentelle Kurzfilme und Dokumentarfilme. In den meisten dieser frühen Filme setzte sie sich mit dem Thema Familie auseinander und verarbeitete eigene Erlebnisse. Die Regisseurin wurde von ihren Eltern verlassen und wuchs bei ihren Großeltern auf. In In deinen Armen aus dem Jahr 1992 wird gezeigt, wie Kawase versucht, ihren Vater wiederzufinden. Die Beziehung zu ihrem Vater thematisierte sie auch in einem späteren Dokumentarfilm: Um mich herum Stille (2001).
Ihr Spielfilmdebüt gab Kawase, die die Drehbücher zu all ihren Filmen selbst verfasst, 1996 mit Moe no Suzaku. Der Kameramann Masaki Tamura schlug das Projekt den Produzenten vor, weil er von den 8-mm-Arbeiten der Regisseurin beeindruckt war. Der 35-mm-Film lief auf zahlreichen Filmfestivals und gewann einige internationale Auszeichnungen, wie etwa den FIPRESCI-Preis auf dem International Film Festival Rotterdam und die Goldene Kamera, eine Auszeichnung für den besten Erstlingsfilm, bei den Internationalen Filmfestspielen von Cannes.
Den FIPRESCI-Preis auf dem Internationalen Filmfestival von Locarno brachte ihr der Film Hotaru (2000) ein. Es folgte 2002 der Dokumentarfilm Tanz der Erinnerung, in dem Kawase regelmäßig den an Magenkrebs leidenden, bekannten Fotografen Kazuo Nishii bis zu seinem Tod besucht.
Shara – Licht und Schatten lief 2003 im Wettbewerb der Internationalen Filmfestspiele von Cannes. In dem Drama geht es um einen Jungen, der spurlos verschwindet, und wie seine Familie damit fertigwird. Erst Jahre später erfahren die Eltern und der Zwillingsbruder des Jungen, was passiert ist.
Mit dem Spielfilm Der Wald der Trauer  war sie 2007 erneut im Wettbewerb der 60. Internationalen Filmfestspiele von Cannes vertreten. Für dieses Werk wurde Naomi Kawase in Cannes mit dem Großen Preis der Jury ausgezeichnet. In dem Film geht es um eine Pflegerin – gespielt von Machiko Ono, die bereits in Moe no Suzaku eine Rolle übernommen hatte – und ihre Beziehung zu dem von ihr Betreuten in einem Altersheim in einer Berggegend.
Für Hanezu no Tsuki erhielt Kawase 2011 erneut eine Einladung in den Wettbewerb der 64. Internationalen Filmfestspiele von Cannes. Zwei Jahre später wurde sie in die Wettbewerbsjury des 66. Filmfestivals von Cannes berufen.
Ihr Spielfilm Still the Water (Futatsume No Mado), eine Ko-Produktion mit Arte France Cinéma, lief 2014 ebenfalls im Wettbewerb der Filmfestspiele von Cannes und gewann 2015 den Hauptpreis des Internationalen Frauenfilmfestivals in Dortmund.
2016 wurde sie als Jurypräsident der Kurzfilmjury und der Reihe Cinéfondation bei den 69. Internationale Filmfestspiele von Cannes ausgewählt. Ein Jahr später wurde sie für Radiance (Hikari) zum fünften Mal in den Wettbewerb um die Goldene Palme eingeladen. Das Liebesdrama handelt von einer Autorin für Audiodeskription (dargestellt von Ayame Misaki), die sich in einen erblindenden Fotografen (Masatoshi Nagase) verliebt.

## Filmografie (Auswahl)
- 1992: In deinen Armen (につつまれて, Ni tsutsumarete)
- 1994: Katatsumori (かたつもり)
- 1996: Arawashi yo (現しよ)
- 1996: Moe no Suzaku (萌の朱雀)
- 1998: Somaudo Monogatari (杣人物語)
- 1999: Mangekyō (万華鏡)
- 2000: Hotaru (火垂)
- 2001: Um mich herum Stille (きゃからばあ, Kya ka ra ba a)
- 2002: Tanz der Erinnerung (追臆のダンス, Tsuioku no Dansu)
- 2003: Shara – Licht und Schatten (沙羅双樹, Sarasōju)
- 2006: Tarashime – Geburt und Mutterschaft (垂乳根, Tarachine)
- 2007: Der Wald der Trauer (殯の森, Mogari no Mori)
- 2008: Sekaiju ga watashi o suki dattara Ii no ni (If Only the Whole World Loved Me)
- 2010: Genpin (玄牝 -げんぴん-)
- 2011: Hanezu no Tsuki
- 2014: Still the Water (２つ目の窓, Futatsume no mado)
- 2015: Kirschblüten und rote Bohnen (あん, An)
- 2017: Radiance (Hikari, 光)
- 2018: Die Blüte des Einklangs (Vision)
- 2020: Homemade (Fernsehserie, Folge: Letzte Nachricht)